# Collina 262
La Collina 262, o Monte Ormel (elevazione 262 m sul livello del mare, da qui il nome) è un'area rialzata nei pressi del paese di Coudehard in Normandia che fu teatro di un sanguinoso scontro nelle fasi finali della sacca di Falaise durante la battaglia di Normandia. Nella tarda estate del 1944, il grosso di due armate tedesche era rimasto accerchiato nei pressi della città di Falaise. I crinali del Monte Ormel, con l'eccellente vista sulla valle, si trovavano proprio sull'unica via di ritirata percorribile. Le forze polacche presero controllo della punta nord il 19 agosto e, nonostante l'isolamento e i violenti attacchi nemici, tennero la posizione saldamente fino al 21 agosto, contribuendo in maniera decisiva alla successiva vittoria alleata.
Il successo americano nell'Operazione Cobra fornì agli Alleati l'opportunità di isolare e annientare la maggior parte delle truppe tedesche a ovest della Senna. Americani, britannici e canadesi convergerono sull'area di Falaise, intrappolando la 7ª Armata e diversi elementi della 5ª Armata Panzer in quella che divenne nota come sacca di Falaise. Il 20 agosto il Generallfeldmaschall Walter Model ordinò un ripiegamento generale, ma gli Alleati erano già riusciti a bloccare tutte le vie di fuga. Nella notte del 19 agosto, due reparti della 1ª Divisione Corazzata polacca comandati da Stanisław Maczek si erano schierati all'uscita della sacca, sulla cima e tutto attorno alla punta settentrionale del Monte Ormel.
Il 20 agosto, con le sue forze ormai circondate, Model organizzò attacchi contro le postazioni polacche, sia da dentro che da fuori la sacca. I tedeschi riuscirono a isolare la catena montuosa e ad aprirsi uno stretto corridoio di fuga. Mancando di forze per chiudere questo percorso, i Polacchi decisero di martellare le unità nemiche in ritirata con un costante ed efficace sbarramento di artiglieria, causando perdite ingenti alle forze tedesche. Esasperati, i tedeschi lanciarono ripetuti e violenti attacchi contro i difensori polacchi trincerati sulla collina. Esausti e praticamente senza munizioni, i polacchi riuscirono nonostante tutto a mantenere le loro posizioni sul Monte Ormel. Il giorno seguente, attacchi via via più deboli si susseguirono fino a mezzogiorno, quando l'ultimo tentativo tedesco di prendere la collina fu respinto combattendo praticamente in corpo a corpo. I polacchi furono raggiunti dai canadesi poco dopo mezzogiorno; la loro eroica resistenza aveva permesso la chiusura della sacca di Falaise e il collasso delle truppe tedesche rimaste in Normandia.

## Panoramica

Giovedì 17 agosto 1944. Le posizioni alleate e tedesche nell'area di Falaise-Argentan al termine dell'Operazione Tractable. La 7ª Armata tedesca e la 5ª Armata Panzer si trovano di fronte all'accerchiamento completo.

Il 25 luglio 1944, il generale Omar Bradley lanciò l'Operazione Cobra contro le difese tedesche che tenevano la 1ª Armata statunitense bloccata sulle teste di ponte stabilite sulle spiagge della Normandia. Sebbene intesa solamente come mezzo per aprire un corridoio verso la Bretagna e uscire dalla scomoda situazione del combattimento nei bocage, l'offensiva causò un rapido e repentino collasso delle forze tedesche quando il Gruppo di Armate B agli ordini del Generalfeldmarschall Günther von Kluge fu troppo lento a ritirarsi, perdendo gran parte degli effettivi in futili contrattacchi. Con il fianco sinistro tedesco ormai distrutto, gli americani iniziarono una rapida marcia verso la Bretagna ma una grande concentrazione di forze tedesche - inclusa buona parte della forza corazzata - finì per trovarsi in mezzo tra gli americani da un lato e gli inglesi e i canadesi dell'altro. Cogliendo l'opportunità per accerchiare queste forze e infliggere così una decisiva sconfitta ai tedeschi, su pressione anche del generale Bradley, il comandante delle forze di terra alleate Bernard Montgomery ordinò al generale George Patton di deviare verso nord con la sua 3ª Armata in direzione della città di Falaise. La cattura della cittadina avrebbe virtualmente ragliato fuori tutte le forze tedesche ancora asserragliate in Normandia. Con gli americani a sud e la 2ª Armata Britannica a ovest, il compito di chiudere l'accerchiamento ricadeva sull'appena istituita 1ª Armata Canadese comandata dal generale Harry Crerar. Per assolvere al compito, Crerar e il tenente generale Guy Simonds (del 2º Corpo d'armata canadese) pianificarono un'offensiva congiunta anglocanadese con il nome in codice Operazione Totalize. Pensata con lo scopo di rendere sicura un'area elevata a nord di Falaise, già il 9 agosto l'offensiva si era arenata ed era a rischio fallimento nonostante i primi successi a Verrière e nei pressi di Cintheaux. La strenua difesa tedesca e le indecisioni nella catena di comando canadese fiaccarono gli sforzi alleati e la 4ª Armata Canadese e la 1ª Divisione Corazzata Polacca subirono perdite ingenti. Le forze anglocanadesi raggiunsero la Collina 195 a nord di Falaise il 10 agosto ma non furono in grado di proseguire oltre, quindi l'Operazione Totalize venne interrotta.

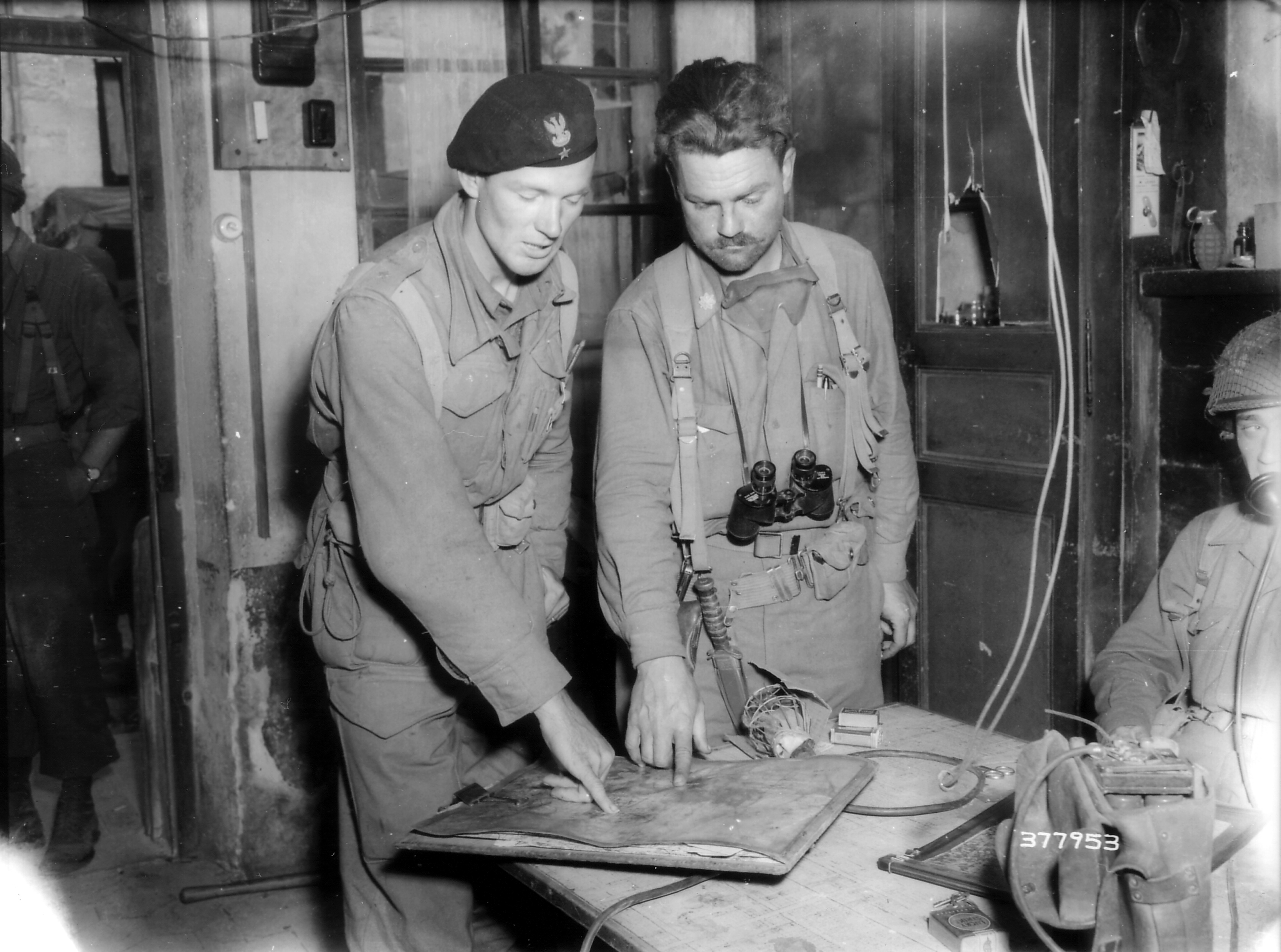
Il tenente Kłaptocz (1ª Divisione corazzata polacca) e il maggiore Leonard Dull (90ª Divisione di Fanteria americana) a Chambois dopo il ricongiungimento delle forze alleate, agosto 1944.

I canadesi si riorganizzarono e il 14 agosto lanciarono l'Operazione Tractable; tre giorni dopo Falaise cadde. Il cappio alleato si stava impietosamente stringendo attorno alle forze di von Kluge, e il compito di stringere il nodo ricadde sulla 1ª Divisione Corazzata polacca. In un incontro con i comandanti di divisione il 19 agosto, Simonds fece notare a al generale Stanisław Maczek l'importanza di chiudere rapidamente la Sacca di Falaise. Con il compito di occuparsi dell'area tra Moissy-Chambois-Coudehard, la 1ª Divisione Corazzata polacca di Maczek si divise in tre gruppi (ognuno composto di un reggimento corazzato e un battaglione di fanteria) e cominciò a ripulire la campagna a nord di Chambois. Tuttavia, a causa di un'accanita resistenza tedesca e con il gruppo comandato da Koszutski in difficoltà, la divisione non era ancora riuscita a prendere né Chambois, né Coudehard né il Monte Ormel. Spinto da Simonds, Maczek era determinato a portare i suoi uomini in posizione sull'obiettivo il prima possibile. Il 10° Dragoni (anche noto come 10º Battaglione di fanteria motorizzata) spinse con forza verso Chambois, la cui cattura avrebbe permesso di ricongiungersi alle truppe della 90ª Divisione di fanteria americana che stava attaccando la città da sud. Dopo aver preso Trun e Champeaux, la 4ª Armata corazzata fu in grado di assistere nell'offensiva e alla sera del 19 agosto la città era ormai in mano alleata.
Sebbene l'accerchiamento fosse completo, gli alleati non erano ancora posizionati sulla via di fuga della 7ª Armata tedesca con forze sufficienti e le posizioni cominciarono a trovarsi sotto violenti attacchi. Nel corso della giornata, una colonna corazzata della 2ª Panzerdivision sfondò le linee canadesi a St. Lambert, conquistando metà del paese e mantenendo aperto un corridoio per oltre sei ore prima di essere costretti alla ritirata. Molti tedeschi uscirono per questa via, mentre altri gruppi guadarono il fiume Dives a piedi nel corso della notte.

## Il crinale del Monte Ormel
A nord-est di Chambois, sovrastante la valle del fiume Dives, un costone roccioso coperto di foreste corre da nord a sud sopra il paese di Coudehard. I due picchi più alti el crinale, Punta 262N (nord) e Punta 262S (sud) si trovano sui lati opposti di un passo su cui si trova il paesino di Mont Ormel (da cui il crinale prende il nome). Una delle poche strade verso ovest in quest'area parte da Chambois in direzione di Vimoutiers e del fiume Senna attraverso il passo. Lo storico Michael Reynolds dice che dalla Punta 262N "si aveva una vista ottima sull'intera Sacca di Falaise". Commentando la zona sulle mappe alleate, Maczek disse che il crinale gli ricordava la forma di una clava con due protuberanze; per questo i polacchi soprannominarono il luogo Maczuga, ovvero "Mazza". Il crinale, denominato dagli alleati Collina 262, formava un posto di blocco naturale fondamentale per chiudere la Sacca e impedire l'arrivo di eventuali rinforzi dall'esterno che potessero assistere la 7ª Armata tedesca.

### Sabato 19 agosto 1944

Sabato 19 agosto 1944. Mentre gruppi della 4ª Divisione Corazzata canadese si muovono verso St. Lambert, la 1ª Divisione Corazzata polacca si divide in tre gruppi. Una di queste si dirige verso Chambois per ricongiungersi con la 90ª Divisione di Fanteria americana in marcia da sud, mentre le altre due cercano di chiudere definitivamente la sacca di Falaise attestandosi sopra Coudehard sul crinale del Monte Ormel.

Poco dopo mezzogiorno del 19 agosto, il gruppo del luogotenente colonnello Zgorzelski (1º Reggimento corazzato, 9º Battaglione di fanteria e un gruppo di soldati armati di armi anticarro) lanciò un rapido attacco verso Coudehard e il crinale del Monte Ormel. Mentre parte del gruppo rimase a Coudehard, due compagnie si lanciarono alla conquista della Punta 262N, seguite dagli squadroni corazzati comandati da Aleksander Stefanowicz che dovettero inerpicarsi sulla collina attraverso l'unico accesso percorribile dai veicoli. I polacchi raggiunsero la cima alle 12:40 e catturarono diversi prigionieri tedeschi prima di martellare la colonna corazzata tedesca (quasi 2 miglia in lunghezza) composta di carri Panther, semicorazzati, artiglierie da 88 mm e 105 mm, Nebelwerfer, camion e carri trainati da cavalli.
Tre compagnie del 1º Reggimento corazzato polacco aprirono il fuoco con mitragliatrici pesanti e cannoni: i veicoli in testa furono rapidamente rdistrutti e i Panther, mal posizionati, non potevano colpire gli Sherman posti in cima alla collina (i colpi passavano di pochi centimetri sopra le torrette dei carri). A causa della quasi totale distruzione e dei pochissimi prigionieri catturati, i polacchi soprannominarono la strada che attraversava il passo da Vimoutier "Psie Pole". La vittoria fu raggiunta nel corso di diverse ore: i tedeschi, benché sorpresi nell'apprendere che i polacchi controllavano la Punta 262N, risposero rapidamente con un bombardamento. I polacchi contrattaccarono e presero prigionieri altri tedeschi che furono spostate in un vecchio capanno di caccia (lo Zameczek) sul pendo settentrionale del crinale. La Punta 137, nei pressi di Coudehard, fu presa alle 15:30 consegnando ai polacchi ulteriori prigionieri.
Attorno alle 17:00, il gruppo del luogotenente colonnello Koszutski (2º Reggimento corazzato e 8º Battaglione di fanteria), arrivò sul crinale, seguito dai superstiti del Battaglione montano polacco (Samodzielna Brygada Strzelców Podhalańskich) e del 9º Battaglione di fanteria alle 19:30. I resti del 9º Battaglione di fanteria e la compagnia anticarro erano rimasti nei pressi di Boisjos (circa 2 km a nord di Coudehard), ma il grosso dei due gruppi armati (circa 80 carri, 20 armi anticarro e circa 1 500 uomini) era ora concentrato a presidio della Punta 262N. I polacchi decisero di non occupare la Punta 262S. Nonostante il tenente colonnello Zdzisław Szydłowski, a capo del 9º Battaglione di fanteria, avesse ricevuto il compito di occupare la punta sud, il calare della notte e il fumo della colonna tedesca in fiamme, costrinsero il comando a rimandare l'attacco alla notte successiva. I polacchi passarono la notte seguente fortificando la Punta 262N e trincerandosi sugli accessi posti a sud-est, sud-ovest e nord-est delle loro posizioni.

### Domenica 20 agosto 1944

Domenica 20 agosto 1944. I polacchi sulla Collina 262N e i canadesi a St. Lambert sono troppo indeboliti per impedire la marcia verso est dei tedeschi che cercano di sfuggire alla morsa alleata della sacca di Falaise, ma esigono un prezzo altissimo dalle colonne in movimento. Supportati da forze all'esterno della sacca, i tedeschi compiono assalti disperati nel tentativo di scalzare i polacchi dalle loro posizioni sul crinale.

Delle circa venti divisioni (corazzate e di fanteria) tedesche chiuse nella Sacca di Falaise, dodice erano ancora operative. Man mano che queste formazioni si ritiravano verso est, i loro sforzi erano tutti volti a impedire la chiusura della sacca da parte di canadesi (Trun e St. Lambert), americani e polacchi (Chambois). Il movimento tedesco fuori dalla sacca nella notte del 19 agosto tagliò fuori i polacchi asserragliati sul Monte Ormel. Venuto a sapere la cosa, Stefaniwicz si consultò con Koszutski: mancando di forze sufficienti sia per chiudere la sacca che per sfondare le linee tedesche, l'unica soluzione possibile era quella di resistere in cima al rilievo fino all'arrivo di supporto. Nonostante il rumore proveniente dalla vallata sottostante, a eccezione di qualche colpo di mortaio, la notte passò senza avvenimenti di rilievo. Senza posizioni sulla Punta 262S, i polacchi erano impossibilitati a fermare il grosso delle truppe tedesche in uscita dalla sacca attraverso il crinale sud del Monte Ormel. Il terreno accidentato coperto di alberi e siepi fittissime rendeva difficile tenere sotto controllo la zona anche di giorno, impossibile durante la notte. Alle prime luci del 20 agosto, Szydłowski si preparò con due compagnie del 9º Battaglione di fanteria per prendere la Punta 262S. Tuttavia, rallentato dai relitti sparsi sul campo di battaglia, il piano d'attacco si arenò rapidamente sotto i colpi della tenace resistenza tedesca.
Le posizioni polacche (che occupavano un'area di circa 2 km2) su punti rialzati rendevano l'unica strada di uscita dalla Normandia quasi impraticabile per i tedeschi. Il feldmaresciallo Walther Model, che dopo aver preso il posto di von Kluge due giorni prima aveva ordinato un ripiegamento generale, era ben consapevole di dover "stappare la bottiglia" che racchiudeva la 7ª Armata. Ordinò quindi a elementi della 2ª SS Panzerdivision "Das Reich" e della 9ª Panzerdivision "Hohenstaufen" (posizionate fuori dalla Sacca) di attaccare la Collina 262. Alle ore 09:00, l'8° Bataglione di fanteria prese posizione attorno allo Zameczek (in polacco, castelletto), a nord e nord-est dai punti di attacco tedeschi e solo alle 10:30 l'offensiva nazista fu respinta. Nei duri combattimenti, diversi veicoli da rifornimento del 1º Reggimento corazzato furono distrutti.

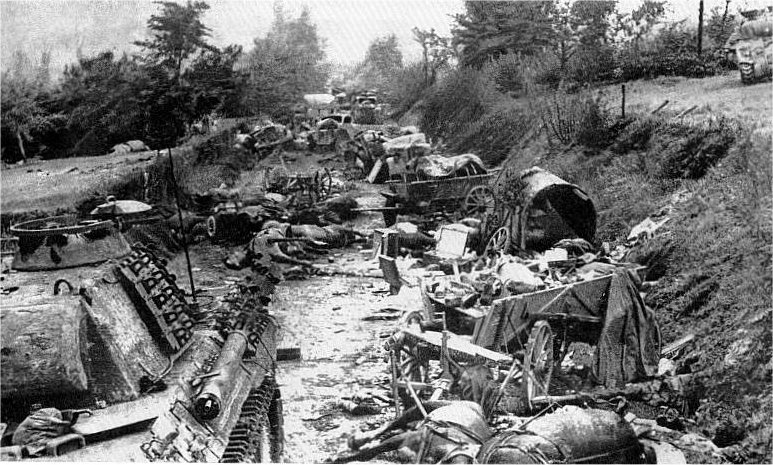
I resti di una colonna corazzata tedesca in ritirata, distrutta dalla 1ª Divisione corazzata polacca nei pressi della Collina 262.

Da dentro la Sacca, le formazioni tedesche in ritirata passavano a sparuti gruppi tra le maglie della sacca alleata tra Trun e Chambois dirigendosi verso il crinale dal ovest: i polacchi notarono infatti la strada da Chambois intasata da veicoli e artiglierie semoventi in movimento attraverso la valle del fiume Dives e scatenarono sulle truppe un bombardamento di un'ora, disperdendo la fanteria nemica.
Avendo notato il movimento di carri tedeschi verso un'altura vicina, Punta 239 (3 km a nord del crinale), fu pianificato un attacco per prendere la punta in modo da dare respiro ai polacchi asserragliati attorno allo Zameczek. Tuttavia, il 2º Squadrone del 2º Reggimento corazzato, incaricato di catturare la Punta 239, non fu in grado di spostare i propri carri impegnati nella difesa. A un certo punto un carro Panther della 2ª Panzerdivision SS riuscì a farsi strada fino all'altura e da una distanza di 1 400 m riuscì a distruggere cinque carri del 3º Squadrone polacco. I superstiti furono costretti a cambiare posizione ma persero un altro carro per un attacco dalla direzione nord.
A mezzogiorno i tedeschi scatenarono un martellante fuoco di artiglieria e mortai sulle postazioni alleate, causando morti nel corso dell'intero pomeriggio. All'incirca allo stesso momento, il Kampfgruppe Weidinger riuscì a mettere in sicurezza un incrocio importante a nord-est di Coudehard. Diverse unità delle Panzerdivisionen 10°, 12° e 116° SS riuscirono ad aprire un corridoio oltre la Punta 262N, e a mezzogiorno già 10 000 truppe tedesche erano uscite dalla Sacca.
Un battaglione della 3ª Falschirmjäger-Division, assieme a elementi della 1ª Panzerdivision SS, si aggiunse ben presto alle forze attaccanti. Alle 14:00 l'8º Battaglione di fanteria attestato sul pendio più a nord del crinale si trovava di nuovo sotto attacco. Sebbene tutte le forze convergenti sulle posizioni polacche fossero state respinte, con gran numero di prigionieri e vittime causate dall'artiglieria, i polacchi venivano mano a mano spinti sempre più indietro. Tuttavia, riuscirono a mantenere la loro posizione sulla Punta 262N e con un fuoco di artiglieria direzionato alla perfezione continuarono ad esigere dalle colonne tedesche un pesante pedaggio in termini di vite umane. Si tentò nuovamente di organizzare un attacco verso la Punta 239 ma la pronta reazione delle truppe tedesche costrinse nuovamente i polacchi a ritirarsi con notevoli perdite.

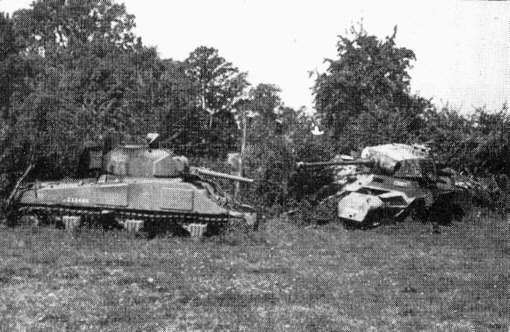
I resti di uno Sherman polacco e due veicoli tedeschi (un carro Panther e un semicingolato Sd.Kfz. 251), distrutti nei pressi di Boisjois, non lontano dalla Punta 262N.

Esasperato dalle perdite, l'Oberstgruppenführer Paul Hausser ordinò che le truppe polacche fossero "eliminate". Alle 15:00 forze costituite dai resti della 352ª Divisione di fanteria e della 2ª Panzerdivision SS inflissero gravi perdite all'8º e 9º Battaglione di fanteria. Alle 17:00 l'attacco tedesco era al suo apice e i polacchi erano ormai ridotti a resistere alle truppe nemiche che avevano fatto breccia nel perimetro. I granatieri della 2ª Panzerdivision SS avevano quasi raggiunto la cima del crinale quando furono costrette a ritirarsi di fronte ai polacchi ben trincerati sulle loro posizioni. Le posizioni furono recuperate e ripristinate solo alle 19:00, quando i polacchi avevano ormai sparato gran parte delle proprie munizioni finendo per trovarsi in una situazione difficile. Un accordo per un cessate il fuoco di 20 minuti fu raggiunto per permettere ai tedeschi di evacuare un convoglio medico, ma al termine della tregua i combattimenti ripresero con ancora più vigore.

Durante la giornata, Simonds aveva ordinato alle truppe di "compiere ogni sforzo" per raggiungere i polacchi isolati sulla Collina 262, ma con "sacrifici immani", i resti della 9ª Panzerdivision SS e della 3ª Fallschirmjager-Division erano riusciti a trattenere i canadesi impedendo loro di intervenire. Pericolosamente a corto di rifornimenti e impossibilitati a evacuare prigionieri e feriti (molti dei quali subirono ulteriori ferite a causa del martellante fuoco di artiglieria) i polacchi sparavano di veder arrivare in loro soccorso la 4ª Divisione corazzata canadese entro la sera. Tuttavia, al calare della notte, divenne chiaro che nessun contingente alleato avrebbe raggiunto il crinale in tempi brevi. Mancando di mezzi per intervenire, i polacchi ormai esausti non poterono far altro che guardare mentre i resti del XLVII Panzerkorps lasciavano la Sacca. I combattimenti si calmarono e furono sporadici durante la notte; dopo gli scontri brutali della giornata entrambi gli schieramenti volevano evitare ulteriori confronti ma nonostante ciò il fuoco d'artiglieria polacco continuò a martellare le colonne tedesche in ritirata. Stefanowicz, ferito lui stesso negli scontri della giornata, si rivolse con tono fatalista ai quattro ufficiali rimasti: 

### Lunedì 21 agosto 1944

Lunedì 21 agosto 1944. Esausti e ormai senza munizioni, i polacchi sulla Collina 262N vengono finalmente supportati dalla 4ª Divisione Corazzata canadese che è riuscita ad aprirsi duramente la strada per raggiungere il crinale. Alla sera, la sacca di Falaise si chiude sulle truppe tedesche ancora all'interno.

La mattina seguente, nonostante il tempo pessimo, si tentò di paracadutare munizioni ai polacchi asserragliati sul crinale. Venuti a sapere che i canadesi stavano riprendendo l'offensiva in direzione della Punta 239, alle 7:00 un plotone del 1º Reggimento corazzato ingaggiò le posizioni tedesche subito sotto lo Zameczek.
Altri attacchi tedeschi su susseguirono ella mattinata, sia dall'interno della sacca lungo la via Chambord-Vimoutiers che da est. Attacchi dalla direzione di Coudehard riuscirono a far breccia nelle difese polacche e a prendere prigionieri. Lo sforzo finale tedesco ebbe luogo attorno alle 11:00, quando i resti di alcune unità SS si infiltrarono attraverso i boschi tentando di attaccare alle spalle il 1º Reggimento corazzato. L'attacco "suicida" fu respinto praticamente corpo a corpo dal 9º Battaglione di faneria e dai carri del 1º Reggimento corazzato, usando anche le armi antiaerei a supporto. Le munizioni traccianti delle mitragliatrici appiccarono il fuoco all'erba, uccidendo i feriti a terra. Respinto l'ultimo assalto di fanteria, anche il fuoco di artiglieria tedesco cessò.
Muovendosi da Chambois, il reggimento ricognitori della 1ª Divisione corazzata polacca tentò di raggiungere i compagni asserragliati sulla collina che però aprirono erroneamente il fuoco su di loro. Il reggimento si ritirò dopo aver perso due carri Cromwell. Alle 12:00, una pattuglia polacca dalla Collina 262 entrò in contatto con l'avanguardia canadese sulla Punta 239. La guardia Granatieri Canadese raggiunse la collina circa un'ora dopo, dopo un combattimento di cinque ore contro carri e artiglierie semoventi. Alle 14:00, con l'arrivo dei primi convogli di supporto, i polacchi poterono finalmente abbandonare le loro posizioni difensive.

## Conseguenze

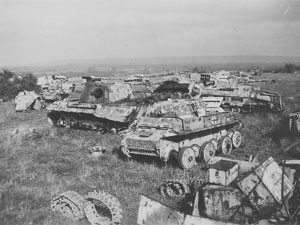
Equipaggiamento tedesco distrutto presso il Monte Ormel.

La sacca di Falaise fu chiusa definitivamente la sera del 21 agosto. I carri della 4ª Divisione Corazzata canadese si erano ricongiunti con i polacchi a Coudehard, mentre la 3ª e la 4ª Divisione di fanteria avevano preso St. Lambert e la strada per Chambois.
Sia Reynolds che McGilvray concordano sul numero di perdite polacca sulla Maczuga (letteralmente la mazza) ponendole a 351 morti e 11 carri distrutti; Jarymowycz parla invece di 325 morti, 1 002 feriti e 114 dispersi, circa il 20% dell'intera forza polacca. Per l'intera operazione di chiusura della sacca di Falaise, Copp cita il rapporto operativo della 1ª Divisione Corazzata polacca che riporta 1 441 perdite totali, delle quali 466 morti. McGilvray stima le perdite tedesche sul crinale in 500 morti e 1 000 prigionieri, la maggior parte dei quali dalla 12. SS-Panzer-Division. Tra le perdite tedesche annovera anche diversi carri Tiger, Panther e Panzer IV distrutti così come svariati pezzi di artiglieria resi inservibili.
Nonostante quasi 100 000 soldati (la maggiore parte dei quali feriti) siano riusciti a uscire in tempo dalla sacca, i tedeschi si lasciarono dietro oltre 10 000 morti e quasi 50 000 prigionieri. Secondo lo storico Gregor Dallas furono i polacchi a chiudere la sacca di Falaise e ad aprire la strada perParigi. Simonds affermò di non aver mai visto un simile inferno in vita sua e i canadesi eressero sulla Punta 262N un segnale con la semplice scritta "Un campo di battaglia polacco" (A Polish battlefield).

Nel 1964, nel giorno del 20º anniversario della battaglia, sulla Collina 262 fu eretto un monumento dedicati ai soldati polacchi, americani e canadesi che vi avevano combattuto. L'ormai ex-presidente Dwight D. Eisenhower tenne un discorso per l'occasione commentando che "nessun altro campo di battaglia aveva mai visto tanti morti, orrore e distruzione". Il Mémorial de Coudehard-Montormel fu costruito sul sito della battaglia nel 50º anniversario (1994).

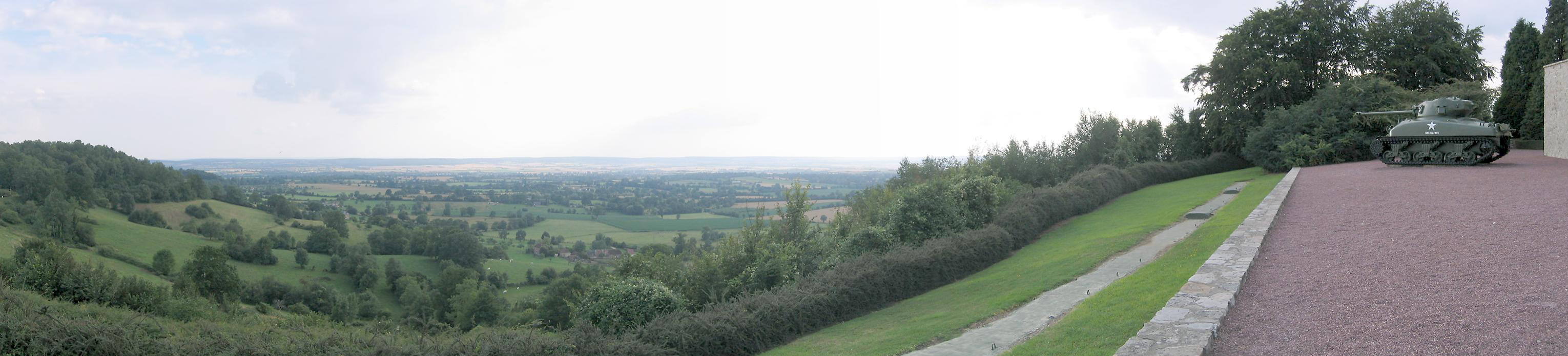
Vista dal crinale del Monte Ormel sulla valle del Dives, verso Chambois e Trun, nell'agosto del 1944 al centro della sacca di Falaise. Il Mémorial de Coudehard–Montormel (visibile a destra) è collocato sulla Punta 262N.